# Lederfabrik Emil Köster

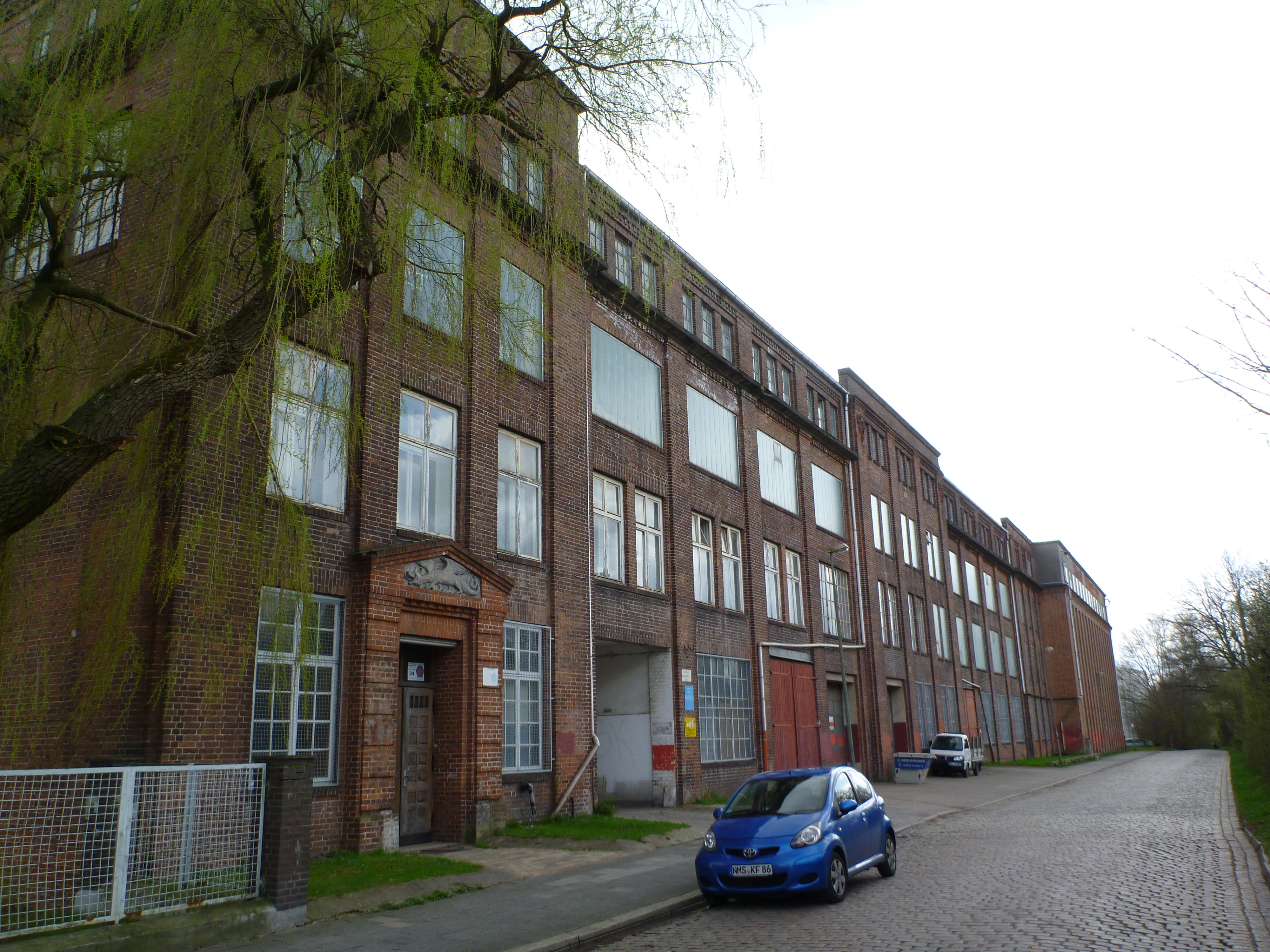
Ehemaliges Fabrikgebäude in der Wrangelstraße (1920 von Adler & Oppenheimer übernommen)

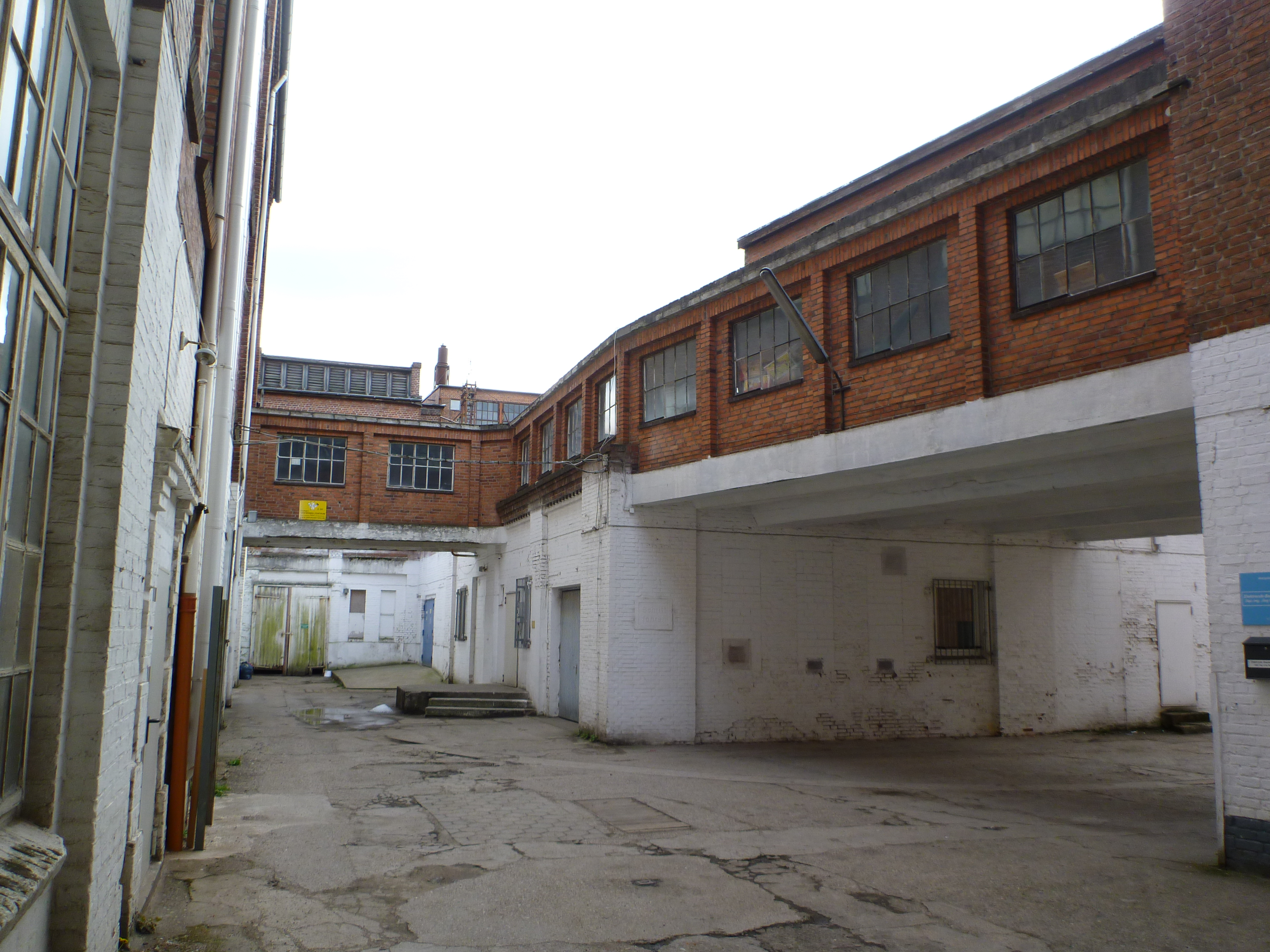
Innenhof der Lederfabrik in der Wrangelstraße

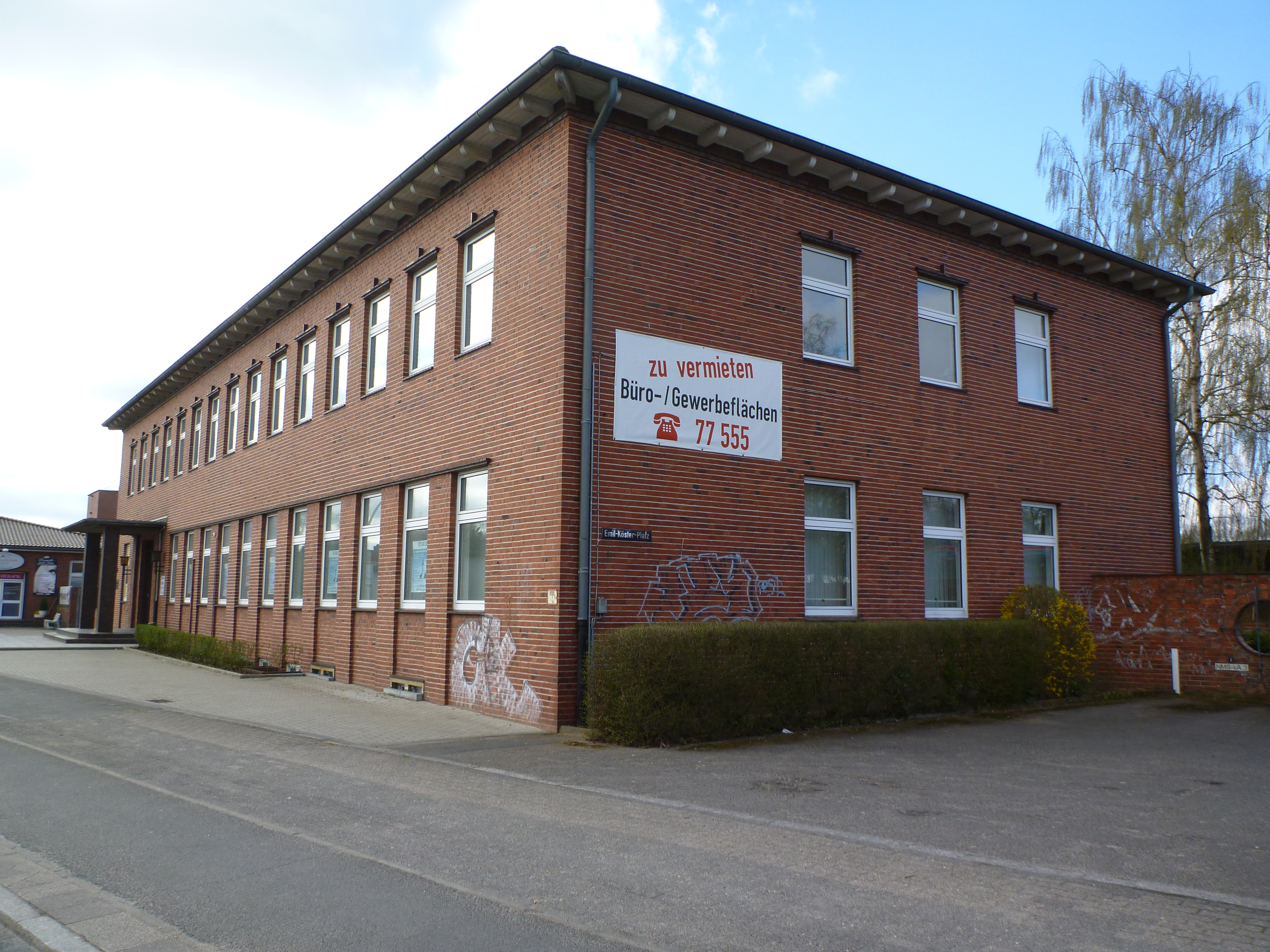
Verwaltungsgebäude im Haart 224

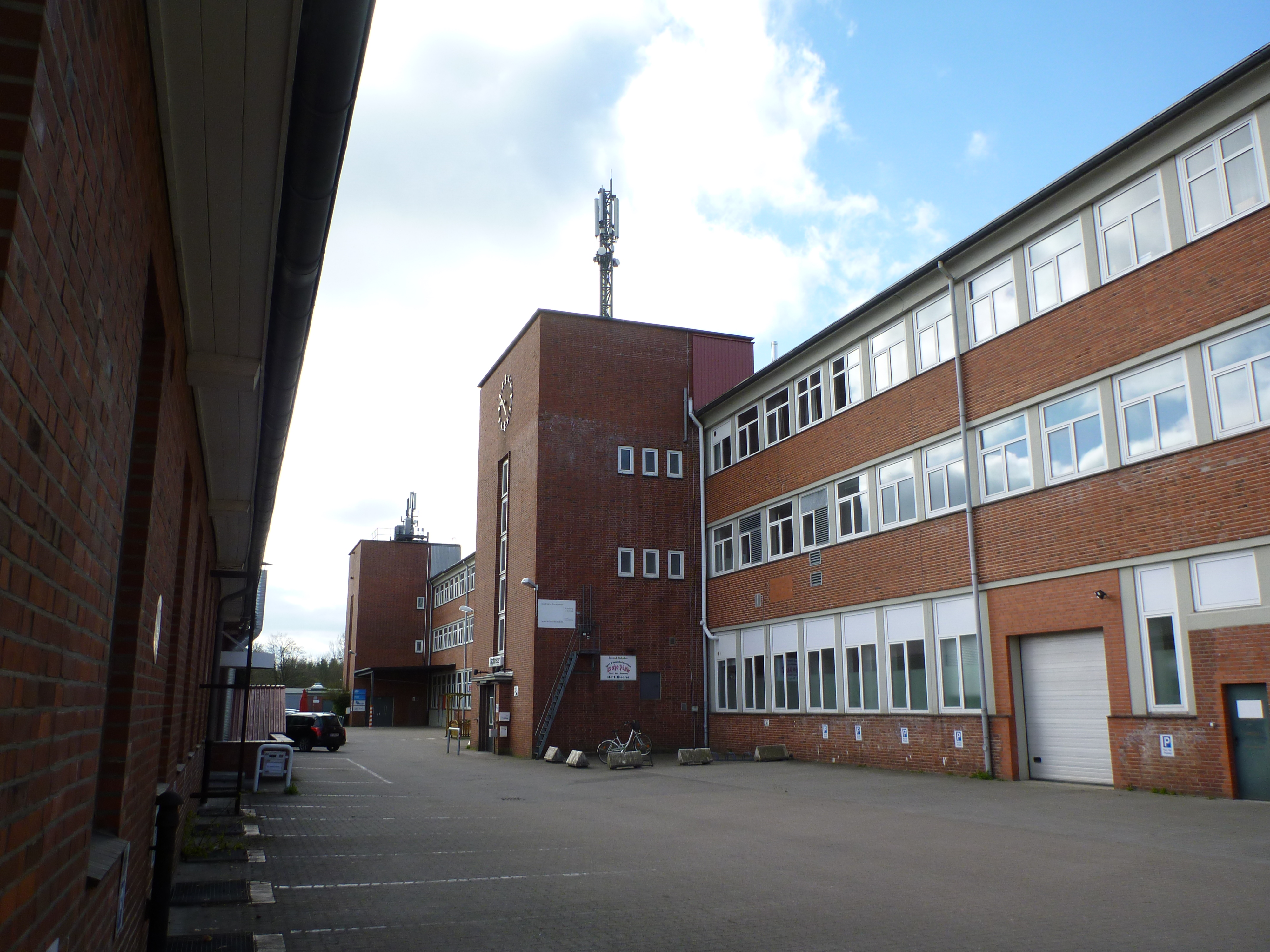
Werkshallen im Haart 224, heute unter anderem Sitz des statt-Theaters

Die Lederfabrik Emil Köster (ab 1920 Emil Köster AG) war ein 1892 begründetes und bis 1966 bestehendes Unternehmen der Lederindustrie mit Sitz in Neumünster, Schleswig-Holstein.

## Geschichte
Im Jahr 1892 eröffnete Emil Köster eine Schafledergerberei in der Wrangelstraße 34 in Neumünster (Lage). Die Gerberei hatte sich in der Anfangsphase auf mit Chrom gegerbtes Schaffell spezialisiert. Dieses Leder wurde unter dem Namen Chevrolin vermarktet. Die bei der Gerbung abfallende Wolle machte etwa 30 Prozent des Umsatzes der Firma aus. Bereits im Jahr 1893 vergrößerte sich das Werk durch Anbauten auf dem Gelände der ehemaligen Kunstwollfabrik Voigt und 1896 wurde eine größere Dampfmaschine für das Werk angeschafft.

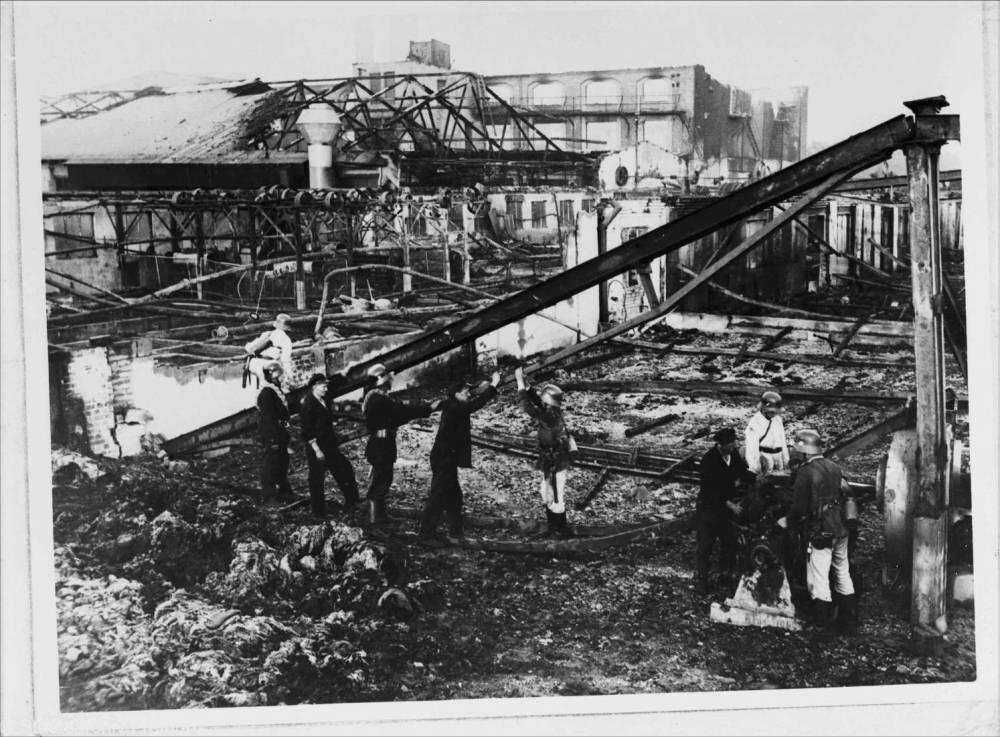
Abgebrannte Fabrik (1937)

Im Jahre 1910 erfolgte die Umwandlung der Firma in eine Aktiengesellschaft, 1914 brannte die Firma bei einem Großbrand ab, konnte aber wegen des Beginns des Ersten Weltkriegs nicht wieder vollständig aufgebaut werden. Im Jahr 1920 kaufte die Firma Adler & Oppenheimer das Werk in der Wrangelstraße. 1921 wurde ein neues Werk in Gadeland (Haart 224) gebaut (Lage), das wieder von Heinz Köster geführt wurde. Das Unternehmen wuchs in dieser Zeit stark, so dass bis zu 1.300 Mitarbeiter im Gadelander Werk beschäftigt waren. Durch einen Großbrand im Jahr 1937 wurde das Werk schwer beschädigt, in den folgenden Jahren aber wieder aufgebaut und in der Folge eine der weltweit modernsten Produktionsstätten für Schaf- und Ziegenleder.
In den Jahren nach dem Zweiten Weltkrieg geriet der Betrieb in wirtschaftliche Schwierigkeiten und musste schließlich 1966 die Produktion einstellen. Durch die jahrelange Verarbeitung von Leder und die Abgabe von Lederabwässern in die Stör ist der Boden in der Nähe der Werke immer noch mit Milzbranderregern belastet. Das Werk am Haart wurde teilweise abgerissen, einige Gebäude wie das Verwaltungsgebäude und einige Werkshallen direkt am Haart erinnern noch an das Werk.

## Civil Internment Camp No.1
Nach dem Krieg benutzte die Militärregierung der britischen Besatzungszone im besetzten Deutschland zehn Maschinenhallen der Lederfabrik Emil Köster KG (Werk Gadeland) für das Civil Internment Camp No.1. Dort wurden Personen interniert, von denen vermutet werden konnte, wichtige Funktionäre der NSDAP gewesen zu sein. Im Herbst 1945 saßen über 10.000 Menschen in dem Lager ein, darunter einige hundert Frauen.

## Emil Köster
Der gelernte Gerber Emil Köster (* 13. August 1867; † 14. Dezember 1932) kaufte die Villa Köster in der Parkstraße 11, im Zentrum von Neumünster und bewohnte sie mit seiner Familie. Das Familiengrab befindet sich auf dem Nordfriedhof. Die Emil-Köster-Straße sowie der Emil-Köster-Platz in der Nähe des Gadelander Werks wurden nach ihm benannt.
Auch nach Heinz Köster ist eine Straße im Stadtteil Gadeland, etwas südlich des Werkes benannt.

## Schicksal des ehemaligen Werks in der Wrangelstraße
Adler & Oppenheimer wurde in der Zeit des Nationalsozialismus zwangsweise „arisiert“; das ehemalige Werk in der Wrangelstraße firmierte als Betriebsteil der Norddeutsche Lederwerke AG. Das Werk in der Wrangelstraße steht heute auf der Liste der Kulturdenkmale in Neumünster.